# Francis W. Pickens
Francis Wilkinson Pickens (Contea di Colleton, 7 aprile 1805 – Edgefield, 25 gennaio 1869) è stato un politico e diplomatico statunitense.
Era il governatore della Carolina del Sud allo scoppio della guerra civile americana, di cui fu uno dei principali responsabili sostenendo la presa con la forza di Fort Sumter.

## Biografia

### Origini e carriera politica
Nacque a Togadoo, un villaggio della contea di Colleton, in Carolina del Sud, il 7 aprile 1805, figlio del futuro governatore Andrew Pickens Jr. Studiò legge prima in Georgia al Franklin College di Athens, dal quale tuttavia venne espulso dopo aver partecipato ad una rivolta studentesca nel 1827, e poi in Carolina del Sud presso il suocero Eldred Simkins, divenendo avvocato nel 1828. Oltre alla carriera legale Pickens divenne anche un grande proprietario terriero, comperando centinaia di schiavi.
Entrato in politica come democratico dopo una parentesi nel Nullifier Party, era un forte sostenitore del diritto di autonomia degli Stati. Servì in maniera continuativa alla Camera dei Rappresentanti dal 1834 al 1843. Divenuto uno dei più stretti collaboratori di John Calhoun, per restare al suo fianco rifiutò due incarichi da ambasciatore in Francia e Regno Unito. Continuò a ricoprire ruoli di primo piano nel Partito Democratico negli anni 1850, distinguendosi per il suo zelo secessionista. Tra il 1858 e il 1860 fu l'ambasciatore americano nell'Impero russo, divenendo anche amico dello zar Alessandro II (anche se considerava questa posizione solo come un ripiego).

### La secessione
Percependo l'imminenza della guerra civile americana, Pickens rientrò anticipatamente negli Stati Uniti per candidarsi alle elezioni governative della Carolina del Sud nel 1860. Vinse, divenendo nuovo governatore e conducendo fin da subito una politica fortemente anti-unionista, in diretta opposizione al neoeletto presidente degli Stati Uniti Abraham Lincoln.
La Carolina del Sud era uno degli Stati in cui la spinta secessionista era più forte, e fu Pickens stesso il primo governatore sudista a proclamare un decreto di secessione il 20 dicembre 1860, pochi giorni dopo essere entrato in carica, redendo di fatto indipendente il proprio Stato. Robert Anderson, comandante della guarnigione di Charleston fedele all'Unione, si trincerò a Fort Sumter, rifiutando di consegnare a Pickens le proprietà federali.
Nei mesi successivi le trattative con Anderson andarono arenandosi, e dopo molte tensioni il governatore venne scavalcato dalle nuove autorità confederate, che autorizzarono il bombardamento di Fort Sumter, facendo così scoppiare la guerra civile.

### Ultimi anni e morte
Alla scadenza naturale del proprio termine nel 1862 non si ricandidò e si ritirò ad Edgefield, non avendo più alcun ruolo attivo durante il resto della guerra. Morì nel 1869, oberato dai debiti e ricordato come uno dei principali responsabili dello scoppio del conflitto.